# 赫拉西姆·斯莫特里茨基
赫拉西姆·丹尼洛維奇·斯莫特里茨基（*?生辰不詳，生於波多利亚斯莫特里奇;～1594年10月12日 ），波蘭立陶宛聯邦的烏克蘭作家，波多利亚的老师。小貴族斯莫特里茨基家的代表，梅莱蒂乌斯·斯莫特里茨基的父親。

## 生平
他出生在一个做执事的貴族家系，（父親）是時任抄寫員的丹尼洛·斯莫特里茨基（Danylo Smotrytsky）。他被認為是一位受過教育的教育家人，魯塞尼亞的“第一位神學家”。他擔任過副市長， 卡緬涅茨長老會的一名市政書記員，在1576 年時，他被康斯坦丁·瓦西爾·奧斯特羅斯基王公邀請到奧斯特羅赫，在那是被任命為司庫。後來他便成為當地圈子的主要科學家之一；從1580  開始，斯莫特里茨基是奧斯特羅赫學校（學院）獲選委作的第一任校務總監。
他曾與伊萬·費多羅夫（Ivan Fedorovich）  一起 - 作為奥斯特罗圣经的出版商之一，在出版書內其還為康斯坦丁·瓦西爾·奧斯特羅斯基王公撰寫了序言和詩意的獻禱辭，成為了最古老的烏克蘭詩歌（不平等）的範例之一，杜馬的經典作品。
作為對其服務的回報，他是由奧斯特羅斯基王公那裡獲授予兩個村落（巴凱夫卡Бакаївка、博里西夫卡Борисівка）（作為領地）。

## 作品
在他做成作品裡，斯莫特里茨基並不總是堅持以神學方式去做論述，而是代之以俚語和谚语相結合的民間幽默形式，採用接近通俗語文的字彙書寫，從而令普羅都可以理解（他的表述）。斯莫特里茨基針對過東正教叛教者的論戰作品及對諷刺過神职人员的雜作，大部分都是遺失了。只有以下書籍是倖存了下來：
- “天國的鑰匙”（1587，奧斯特羅赫）«Ключ царства небесного» (1587, Острог)  - 烏克蘭辯論文學首部出版的（堪稱為）銘碑。作者是有爭論起“魯塞尼亞信仰”的自立型態，而與耶稣会士Benedict Herbest相辯，還抨擊了教皇權威神聖起源的天主教教義。作品裡有包括獻予奧斯特羅赫王公亞歷山大的禱文、“致魯塞尼亞人”«До народов руских …»的宣言和两篇論戰文章：
  - “通往天國和我們基督教精神權威的鑰匙是一個堅不可摧的結”«Ключ царства небесного и нашее христианское духовное власти нерушимый узел»；
  - 新羅馬曆法（1587）«Календар римський новий» (1587) -作者在其中是持有批判態度，顯示是拒絕引入公历；
- 詩歌作品未能倖存流傳， 它們是被Zachary Kopystensky在«Палінодії»中提到過[2]。

## 附記
1. ↑  за інш. даними, у 1597 → Мицик Ю. Смотрицький Герасим Данилович… — С. 675.
2. 1 2 3 4  Chynczewska-Hennel T. Smotrycki (Smotrzycki) Daniłowicz Herasym (zm. 1594)… — S. 355.
3. ↑  чи приблизно з 1580

## 外部鏈接
- Смотрицький Герасим Данилович （页面存档备份，存于） // Універсальний словник-енциклопедія. — 4-те вид. — К. : Тека, 2006.
- Смотрицький Герасим // Українська мала енциклопедія : 16 кн. : у 8 т. / проф. Є. Онацький. — Накладом Адміністратури УАПЦ в Аргентині. — Буенос-Айрес, 1965. — Т. 7, кн. XIV : Літери Сен — Сті. （页面存档备份，存于） — С. 1783. — 1000 екз.
- Біографія і твори на Ізборнику 的存檔，存档日期13 April 2010[日期不符].
- Smotrytsky, Herasym 的存檔，存档日期21 September 2015[日期不符]. + портрет （英文）